# Villamuriel de Campos
Villamuriel de Campos is een gemeente in de Spaanse provincie Valladolid in de regio Castilië en León met een oppervlakte van 18,28 km². Villamuriel de Campos telt 59 inwoners (1 januari 2016).

## Demografische ontwikkeling
Bron: INE, 1857-2011: volkstellingen